# 인간면역결핍 바이러스의 중복 감염
인간면역결핍 바이러스의 중복 감염(HIV 재감염 또는 SuperAIDS)은 인간면역결핍 바이러스 감염이 확립된 사람이 종종 다른 하위 유형의 두 번째 HIV 균주를 획득한 상태이다. 이들은 새로운 바이러스 균주로의 재감염뿐만 아니라 초기 감염부터 균주와 공존하는 재조합 균주를 형성할 수 있으며, 보다 빠른 질병 진행을 유발하거나 특정 HIV 약물에 대한 다중 내성을 가진다.
인간면역결핍 바이러스의 중복 감염에서, 두 번째 감염 바이러스가 초기 바이러스와 계통 발생적으로 구별되는 interclade이거나 두 균주가 단일 계통인 interclade일 수 있다.
HIV에 감염된 사람은 감염되지 않은 사람이 HIV에 걸릴 위험에 처하게 하는 것과 동일한 행동으로 과감염 위험이 있다. 여기에는 HIV 양성 성 파트너와 주사를 공유하고 콘돔을 사용하지 않는 것이 포함된다. 전 세계적으로 사례가 보고되었으며 연구에 따르면 발병률은 연간 0~7.7%이다. 2012년에 발표된 우간다의 연구에 따르면 일반 인구 내에서 HIV에 감염된 개인의 HIV 과감염은 아직 알려지지 않았다. The Journal of Infectious Diseases의 추가 연구에 따르면 2002년 이후 16건의 과감염 사례가 문서화되었다.
첫 번째 바이러스로의 혈청 전환이 일어나기 전에 사람이 두 번째 바이러스에 감염된 경우 이중 감염이라고 한다. 혈청 전환 후 두 번째 변종에 감염된 것을 중복 감염이라고 한다.

## 면역학
2007년 케냐(Kenya)에서 이뤄진 연구에 따르면, 중복감염은 초기감염(급성감염 acute infection) 기간 동안 나타나거나, 잠복기(latency period)는 아니지만 초기감염 후 1~5년이 지난 후 나타나는 경향이 있다. 중복감염은 초기감염에 대한 면역반응이 확립된 이후에 발생한다.
HIV에 대한 면역반응 중 어떠한 것이 중복감염이 일어나지 않도록 하는지는 잘 알려지지 않았다. 그러나 세포독성 림프구(cytotoxic lymphocyte)는 중복감염이 일어나지 않도록 하는데 큰 역할을 하지 않는 것으로 보인다. 초기감염을 일으킨 특정한 HIV 종에 대한 면역반응 또한 다른 종에 의해 중복감염이 일어나는 것을 방어하지 못한다. 중화 항체(neutralizing antibodies, NAb)의 효과 또한 알려져 있지 않지만, HIV 감염자는 중복감염이 일어나기 전에 중화 항체 반응이 나타나지 않는 경향이 있는 것처럼 보인다.
게다가 중복감염은 항-HIV 항체반응이 잘 일어난 사람들에게서도 나타날 수 있다. 항-HIV 항체 반응은 중복감염이 일어난 후 확장되고 강해진다. 중복감염이 HIV 아형 사이에서도 일어난다는 사실은 HIV 감염에 대한 초기 면역반응이 새로운 바이러스 종이 감염되는 것을 방어하는 데에 한계가 있음을 나타낸다. 이러한 점은 HIV 감염에 대한 숙주의 면역반응을 모방하는 방식으로 HIV 백신을 개발하려는 전략이 새로운 감염을 방어하지 못할 수 있음을 의미한다.
여러 연구들은 중복감염이 첫번째 HIV 감염 기간과 유사하게 HIV 바이러스양을 폭발적으로 증가시키며 CD4+ T 세포수를 감소시킬 수 있음을 보여준다. HIV 중복감염에 대한 초기 연구에서는 중복감염을 진단하기 위한 바이러스가 폭발적으로 증가하는 현상(spike)를 분석하였다. 중복감염이 바이러스양의 지속적인 증가를 일으키는지는 불명확하다. 중복감염이 HIV 감염의 진행에 미치는 영향은 불명확한데, 그 이유는 바이러스양의 증가 또는 CD4 T 세포수의 감소와 같은 질병에 대한 대리지표(surrogate markers)에 대한 모호한 영향 때문이다. 중복감염이 질병의 빠른 진행을 유발할 가능성은 바이러스와 숙주 인자에 따라 결정된다.
중복감염이 숙주의 면역 반응에 미치는 영향에 대해 세부적인 조사를 할 수 있기 위해 필요한 만큼 충분히 중복감염이 일어난 경우가 확인되지 않은 상황이다.

## 원인
HIV 중복감염(HIV superinfection)은 HIV 동시감염(HIV coinfection 또는 HIV dual infection)과는 다르다. HIV 동시감염은 2개의 서로 다른 HIV-1 종에 동시에 감염되는 것을 의미한다. 한편, HIV 중복감염은 HIV에 감염된 사람이 새로운 계통의 HIV 종에 재감염되는 것을 의미한다. HIV-1과 HIV-2에 동시감염된 것이 관찰된 것으로부터 HIV 중복감염이 일어날 수 있는 가능성이 제기되었다. HIV-1과 HIV-2는 진화적으로 서로 다른 바이러스 종이지만, 외피 유전자의 염기서열의 42% 정도를 공유한다.
HIV-1 감염자가 바이러스에 대한 중화 항체가 결핍된 경우, 중복감염될 가능성이 높다고 한다. HIV 중복감염을 시사하는 추가적인 사실은 HIV-1 재조합형으로부터 비롯한다. HIV-1 재조합형은 서로 다른 HIV-1 아형의 유전자 단편을 함께 가지고 있는 비리온(virion)을 의미한다. HIV-1은 유전자 염기서열의 차이에 따라 9개의 아형으로 분류된다(A, B, C, D, F, G, H, J, K). 각각의 아형은 질병의 진행과정, 바이러스양, 진단 검사에 대한 감도, 분포하는 지역에서 서로 다른 특징을 갖는다. HIV-1 비리온은 이배체(diploid)이며, 재조합형은 서로 다른 HIV-1 아형이 한 세포를 감염시켰을 때 만들어질 수 있다. 대략 HIV-1 감염의 10%는 재조합 바이러스를 포함하고 있으며, 높은 비율의 순환하는 재조합 형태(circulating recombinant form, CRF)는 HIV 중복감염의 추가적인 증거이다.

## 기전

### 면역 조절 실패
초기의 급성 HIV 감염 이후에  CD8+ T 세포는 바이러스 복제를 조절하고, 바이러스양을 설정점(set point) 수준으로 유지시킨다. 설정점이란 감염이 일어나고 수주에서 수개월 사이에 체내에서 정한 바이러스양을 의미한다. 중복감염이 일어난 이후에 CD8+ T 세포는 복제를 조절하는 능력을 상실하고, 바이러스양은 설정점을 벗어난다. 이와 관련된 기전은 아직까지 알려지지 않았다. 초기 바이러스에 대해 약화된 T 세포 반응은 중복감염을 일으킨 종이 면역 조절에 저항하도록 하여 복제율을 증가시키고 뒤이어 바이러스혈증(viremia)를 유발하도록 한다. 바이러스혈증이란 바이러스가 혈류로 침투하여 퍼지는 것을 말한다. 증가한 바이러스양과 T 세포 반응의 감소는 중복감염을 일으킨 종이 빠르게 재조합할 수 있도록 하며, 계속하여 면역 조절에 저항할 수 있도록 한다.